# Одерски, Мартин
Мартин Одерски (нем. Martin Odersky, род. 5 сентября 1958 года) — немецкий учёный в области информатики и профессор Федеральной политехнической школы Лозанны в Швейцарии. Специализируется на статическом анализе кода и языках программирования. Разработал язык программирования Scala, реализовал поддержку обобщённого программирования в Java (generics), активно участвовал в совершенствовании компилятора javac.
В 1989 получил степень доктора наук (Ph.D.) в Швейцарской высшей технической школе Цюриха под руководством Никлауса Вирта, который наиболее известен как разработчик нескольких языков программирования (включая Pascal). Постдоктору проходил в IBM и Йельском университете. В 2001—2004 годы, будучи сотрудником Лаборатории методов программирования Федеральной политехнической школы Лозанны, создал первые версии языка Scala. В 2007 избран почётным членом Ассоциации вычислительной техники.
В 2011 году основал компанию Typesafe, нацеленную на коммерциализацию Scala (в феврале 2016 переименована в Lightbend). Преподавал бесплатный курс «Принципы функционального программирования на Scala» на платформе Coursera.